# St. Augustinus Gruppe
Die St. Augustinus Gruppe ist ein Unternehmen im Bereich von Sozialwesen und Gesundheitswesen. Es liegt in der Trägerschaft der Stiftung Cor Unum – Bewahrung des Erbes der Neusser Augustinerinnen und der Kongregation der Brüder vom hl. Alexius. Mit 15 Unternehmen an 85 Standorten, über 7.500 Mitarbeitenden und einem verzahnten Angebot in den Fachbereichen Somatik, Psychiatrie, Behindertenhilfe und Seniorenhilfe gehört die St. Augustinus Gruppe heute zu den größten katholischen Anbietern von Gesundheits- und Sozialleistungen am Niederrhein.

## Geschichte
Seit jeher eng mit der Krankenpflege in Neuss und Umgebung verbunden, gründeten die Augustinerinnen zahlreiche Einrichtungen, die aufgrund ausbleibenden Nachwuchses nicht länger selbst geführt werden konnten.
2001 wandelten die Ordensschwestern ihre Einrichtungen in rechtlich selbstständige GmbHs um und gründeten die Stiftung der Neusser Augustinerinnen – Cor unum. Gemeinsam mit der Neusser Provinz der Kongregation der Brüder vom hl. Alexius folgte im Juni 2004 die Gründung der St. Augustinus-Kliniken gGmbH.
Seit dem 1. Juli 2007 gehören auch das Krankenhaus Neuwerk und die Niederrhein Klinik Korschenbroich zum Verbund der St. Augustinus Gruppe.
Im Jahr 2012 wurde der Neubau des Alexius/Josef-Krankenhaus als Zusammenschluss zweier vormals benachbarter psychiatrischen Krankenhäuser eröffnet.
2015 folgten dann die Eröffnung des Hauses St. Martinus in Grevenbroich-Wevelinghoven und des Augustinus Memory Zentrums in Neuss. Hier vereint die St. Augustinus-Gruppe Beratungs- und Betreuungsangebote für Menschen mit Demenz und deren Angehörige unter einem Dach; außerdem bietet es Information und Austausch für Ärzte, Pflegekräfte, Wissenschaftler und Interessierte.
Im Juli 2018 wurde bekannt gegeben, dass man nun unter dem Namen St. Augustinus Gruppe firmiere. Zur Gruppe zählen inzwischen 15 Tochtergesellschaften an 85 Standorten mit rund 7.500 Mitarbeitenden.

## Fachbereiche

### Krankenhäuser und Gesundheitszentren
Die Somatik umfasst die ambulante und stationäre Versorgung körperlich erkrankter Menschen. Diese bietet die St. Augustinus Gruppe im Johanna Etienne Krankenhaus in Neuss, dem Krankenhaus Neuwerk in Mönchengladbach und in der Niederrhein Klinik Korschenbroich an. Neben einer Vielzahl ambulanter Angebote stehen 1.000 stationäre Betten zur Verfügung. Rund 1.700 Mitarbeitende sind jährlich für rund 74.000 ambulante und 38.000 stationäre Patienten zuständig. Ebenfalls zum Unternehmensverbund gehören die Savita Gesundheits- und Bewegungszentren in Neuss, Mönchengladbach und Grevenbroich sowie die gleichnamige Physiotherapie-Schule in Mönchengladbach.

### St. Augustinus Fachkliniken
Der Geschäftsbereich der Psychiatrie umfasst ambulante und stationäre Hilfsangebote für Menschen mit akuten psychischen Erkrankungen. Hierfür sind im Alexius/Josef Krankenhaus in Neuss und in der Klinik Königshof in Krefeld 730 Mitarbeiter im Einsatz. Es stehen 540 Plätze für psychisch erkrankte Menschen zur Verfügung. Hinzu kommt ein Netz von Tageskliniken und Ambulanzen, die sich sowohl in Korschenbroich, Neuss und Krefeld als auch in Dormagen, Grevenbroich und Meerbusch befinden.

### St. Augustinus Behindertenhilfe
Die St. Augustinus Behindertenhilfe ist mit mehr als 470 stationären Wohnplätzen und ambulanten Dienstleistungen aktiv: derzeit für rund 430 ambulante Klienten in Krefeld, im Rhein-Kreis Neuss und im Rhein-Erft-Kreis mit über 680 Mitarbeitenden für Menschen mit chronisch psychischen Erkrankungen, Abhängigkeitserkrankungen oder geistiger Behinderung.

### St. Augustinus Seniorenhilfe
Zu den Einrichtungen der Seniorenhilfe gehören das Johannes von Gott Haus in Neuss, das Haus Raphael in Krefeld, das Augustinushaus in Dormagen, das Haus Maria Hilf in Viersen, das Josef Haus in Solingen, das Theresienheim in Viersen-Dülken, das Haus St. Martinus in Grevenbroich-Wevelinghoven und das Augustinus Memory-Zentrum in Neuss.